# Nina River
Der Nina River ist ein rund 17 km langer Fluss im Hurunui District, im Norden der Region Canterbury auf der Südinsel von Neuseeland.

## Geographie
Das Quellgebiet des Nina River befindet rund 14 km südwestlich des Lewis Pass und 1,5 km westlich des 1660 m hohen Mount Hatless. Von seinem Quellgebiet aus fließt der Fluss in einem großzügigen Linksschwenk in Richtung Osten, dem Lewis River entgegen, in den der Nina River schließlich mündet.

## Nina Valley Track
In der Nähe der Palmer Lodge und von der Mündung des Nina River in den Lewis River, rund 2 km flussaufwärts des Lewis River befindet sich der Startpunkt des Nina Valley Track, der vom New Zealand State Highway 7 aus zugänglich ist. Über eine Brücke ist das westliche Flussufer zu erreichen, von wo aus der Wanderweg in das Tal des Nina River führt und über den Nina Valley Campsite und die Schutzhütte der Nina Hut hinauf bis zum Upper Nina Bivouac führt. Die Tour bis zum Biwak wird mit 5 Stunden angegeben.